# Karginskaja
Karginskaja (ros. Каргинская) – stanica w Rosji, w obwodzie rostowskim, w rejonie bokowskim. W 2010 liczyła 1543 mieszkańców.